# Jerzy Wroczyński
Jerzy Wroczyński (ur. 27 sierpnia 1893 w maj. Oczki, zm. 25 lipca 1965 we Wronkach) – pułkownik piechoty Wojska Polskiego, uczestnik walk o niepodległość Polski w wojnie z bolszewikami i II wojny światowej, kawaler Orderu Virtuti Militari.

## Życiorys
Urodził się 27 sierpnia 1893 w ówczesnej guberni siedleckiej, w rodzinie Stanisława, właściciela majątku Oczki, i Mieczysławy z Sokołowskich.
W czasie I wojny światowej, od 1 czerwca 1915, służył w armii rosyjskiej. Po ukończeniu wileńskiej szkoły wojskowej mianowany został 1 października 1915 chorążym piechoty i przydzielony do 1 kompanii 242 pułku piechoty. W 1916 został dwukrotnie ranny. 31 grudnia 1916 został mianowany podporucznikiem i przeniesiony do I Korpusu Wschodniego na stanowisko dowódcy kompanii przy sztabie korpusu. Do stopnia porucznika awansowany został w czerwcu 1918. 1 lipca 1918 został zdemobilizowany.
14 listopada 1918 przyjęty został do Wojska Polskiego i przydzielony do 34 pułku piechoty w Białej Podlaskiej. Od 31 grudnia 1918 do 14 sierpnia dowodził 12 kompanią tego pułku, następnie objął dowództwo III batalionu w tym samym oddziale. Funkcję tę pełnił do 5 lutego 1921. 2 września 1920 awansowany został do stopnia kapitana. W 1924 objął dowództwo I batalionu 34 pułku piechoty. Do lata 1929 był rejonowym komendantem przysposobienia wojskowego 9 Dywizji Piechoty w Siedlcach. W sierpniu 1929 został przeniesiony do 34 pułku piechoty na stanowisko zastępcy dowódcy pułku. Wroczyński jest autorem „Zarys historji wojennej 34-go Pułku Piechoty”, napisanego z polecenia Wojskowego Biura Historycznego. W kwietniu 1934 objął dowództwo 23 pułku piechoty we Włodzimierzu Wołyńskim. 19 marca 1937 awansowany do stopnia pułkownika. Na czele 23 pułku piechoty walczył w kampanii wrześniowej. Po walkach w Borach Tucholskich dowodził resztkami tego oddziału jeszcze 6 września. 10 września dowództwo pułku zdał płk. dypl. Tadeuszowi Majewskiemu, a sam będąc zmęczony i chory odszedł do taborów na wypoczynek. W latach 1939–1945 prawdopodobnie przebywał w obozie jenieckim.
Zmarł 25 lipca 1965 i został pchowany na cmentarzu św. Katarzyny we Wronkach (sektor N, rząd 1, grób 11).

## Awanse
- chorąży – 1 X 1915
- podporucznik – 31 XII 1916
- porucznik – VI 1918
- kapitan – 2 IX 1920
- major – 3 V 1922 zweryfikowany ze starszeństwem z dniem 1 czerwca 1919 (w 1924 zajmował 281 lokatę w korpusie oficerów zawodowych piechoty)
- podpułkownik – 23 I 1928 ze starszeństwem z dniem 1 stycznia 1928 i 64 lokatą w korpusie oficerów zawodowych piechoty
- pułkownik – 19 III 1937

## Ordery i odznaczenia
- Krzyż Srebrny Orderu Wojskowego Virtuti Militari nr 1642[2] – 28 lutego 1921[6]
- Krzyż Oficerski Orderu Odrodzenia Polski – 10 listopada 1938 „za zasługi w służbie wojskowej”[7][8]
- Krzyż Walecznych (dwukrotnie: 1921 i 1922)
- Złoty Krzyż Zasługi (10 listopada 1928)[9]
- Medal Pamiątkowy za Wojnę 1918–1921 (1928)
- Medal Dziesięciolecia Odzyskanej Niepodległości (1928)
- Złota Odznaka Honorowa Ligi Obrony Powietrznej i Przeciwgazowej I stopnia[10]